# Wspólnota administracyjna Pausa
Wspólnota administracyjna Pausa (niem. Verwaltungsgemeinschaft Pausa) − dawna wspólnota administracyjna w Niemczech, w kraju związkowym Saksonia, w powiecie Vogtland. Siedziba wspólnoty znajdowała się w mieście Pausa/Vogtl. Do 29 lutego 2012 należała do okręgu administracyjnego Chemnitz.  
Wspólnota administracyjna zrzeszała dwie gminy miejskie: 
- Mühltroff
- Pausa/Vogtl.

1 stycznia 2013 wspólnota została rozwiązana, w związku z połączeniem miasta Mühltroff z miastem Pausa/Vogtl. w miasto Pausa-Mühltroff.